# Timmendorfer Strand
Timmendorfer Strand är en kommun (Gemeinde) i Kreis Ostholstein i det tyska förbundslandet Schleswig-Holstein. Utöver huvudorten finns Groß Timmendorf och Hemmelsdorf. Timmendorfer Strand, som är känt för sin långa badstrand vid Lübeckbukten, har cirka 9 000 invånare i kommunen.

## Historik
De första skriftliga dokumenten berör Klein Timmendorf (1260), Groß Timmendorf (1371) och Niendorf (1385). Stormfloden 1872 förstörde en stor del av ortens bebyggelse. Omkring 1880 började den långa sandstranden nyttjas som sjöbad. Klein Timmendorf utgör idag ortens centrum. Här anlades redan 1896 ett hem för unbemittelte und schwächliche Kinder (fattiga och svaga barn).
Fram till första världskriget utvecklades Timmendorfer Strand till en ren badort med hotell, pensionat och privatvillor. Under andra världskriget fanns planer på att bygga ut Timmendorfer Strand till ett KdF-sjöbad, men projektet realiserades aldrig. 1951 utnämndes Timmendorfer Strand officiellt till kurort och Seeheilbad (sjöhälsobad). Idag har Timmendorfer Strand cirka 1 500 000 gästövernattningar per år och räknas till Tysklands främsta Östersjö-badorter. Stranden domineras av den nya, cirka 150 meter långa sjöbryggan Seeschlösschenbrücke som invigdes i juli 2014.

## Bilder

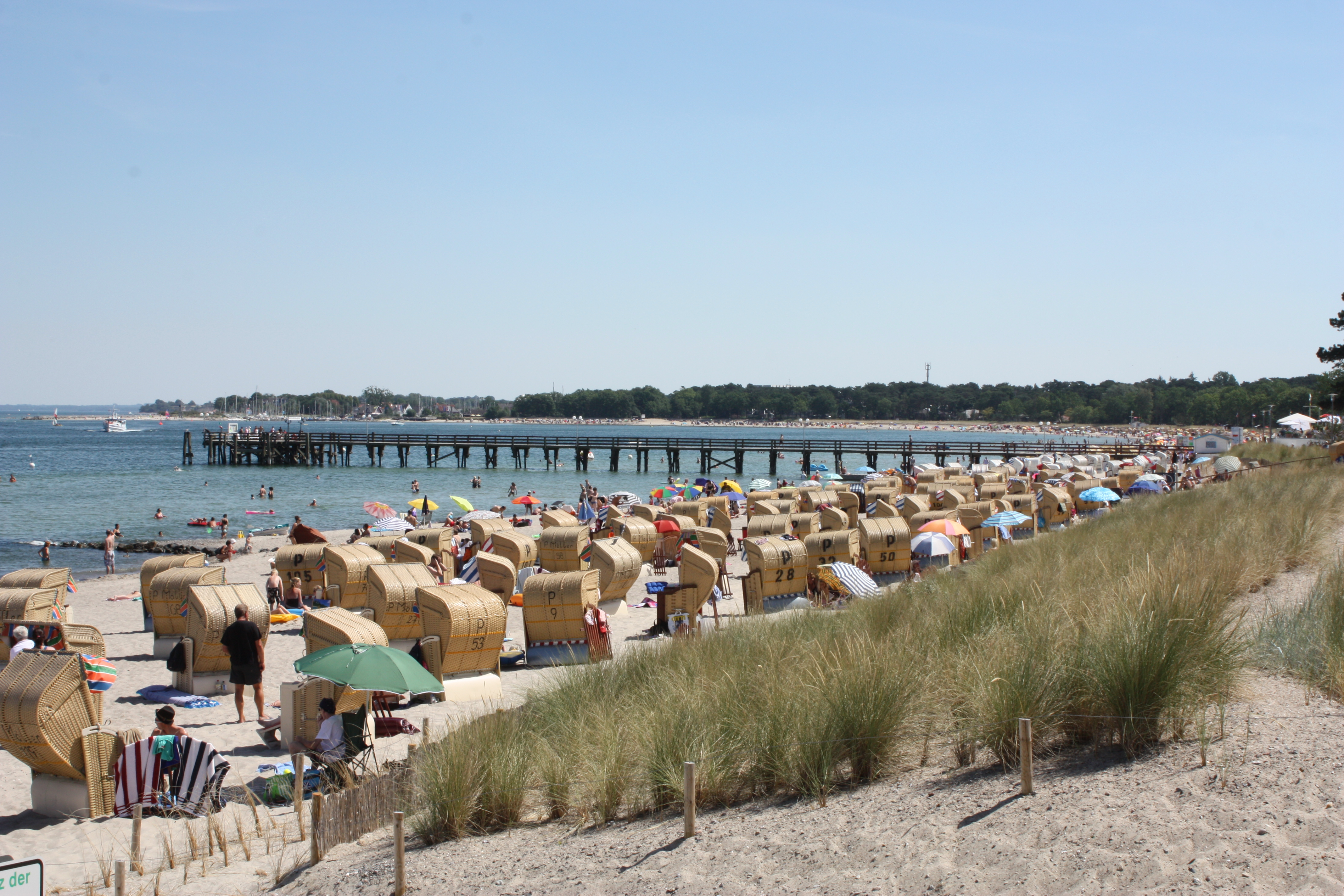
Stranden och gamla "Seeschlösschenbrücke"
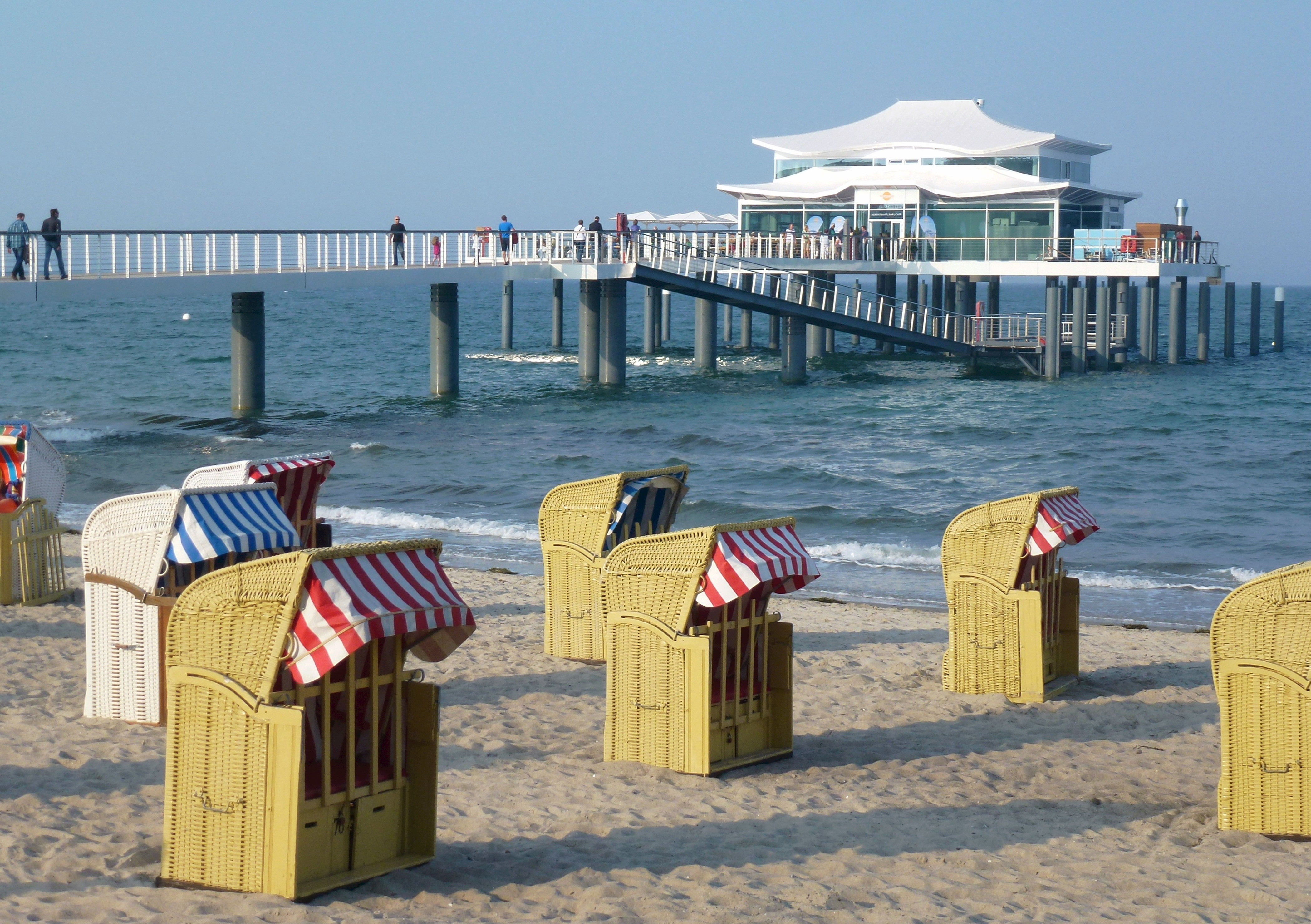
Stranden och nya "Seeschlösschenbrücke"
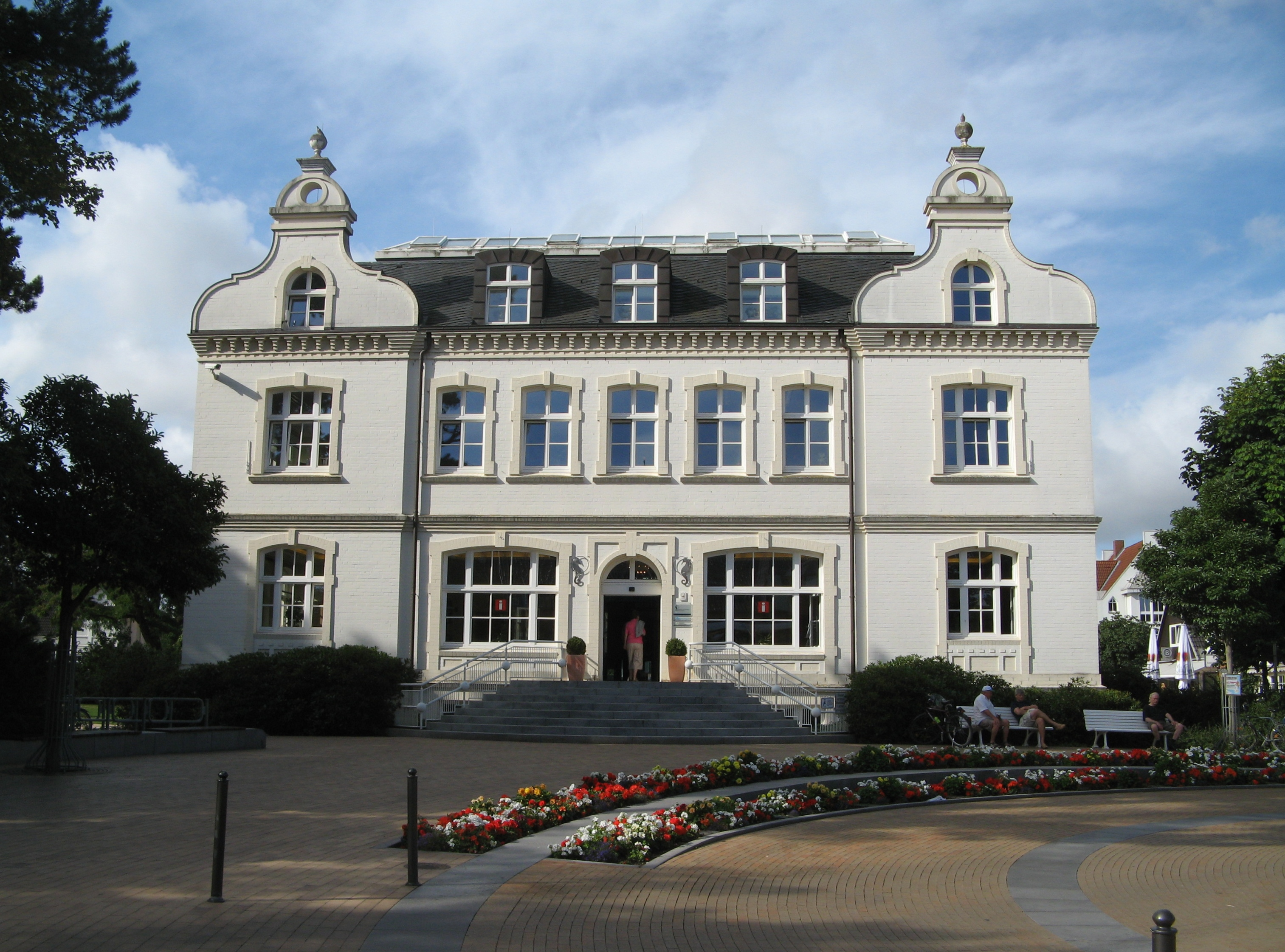
Kurortens förvaltningsbyggnad
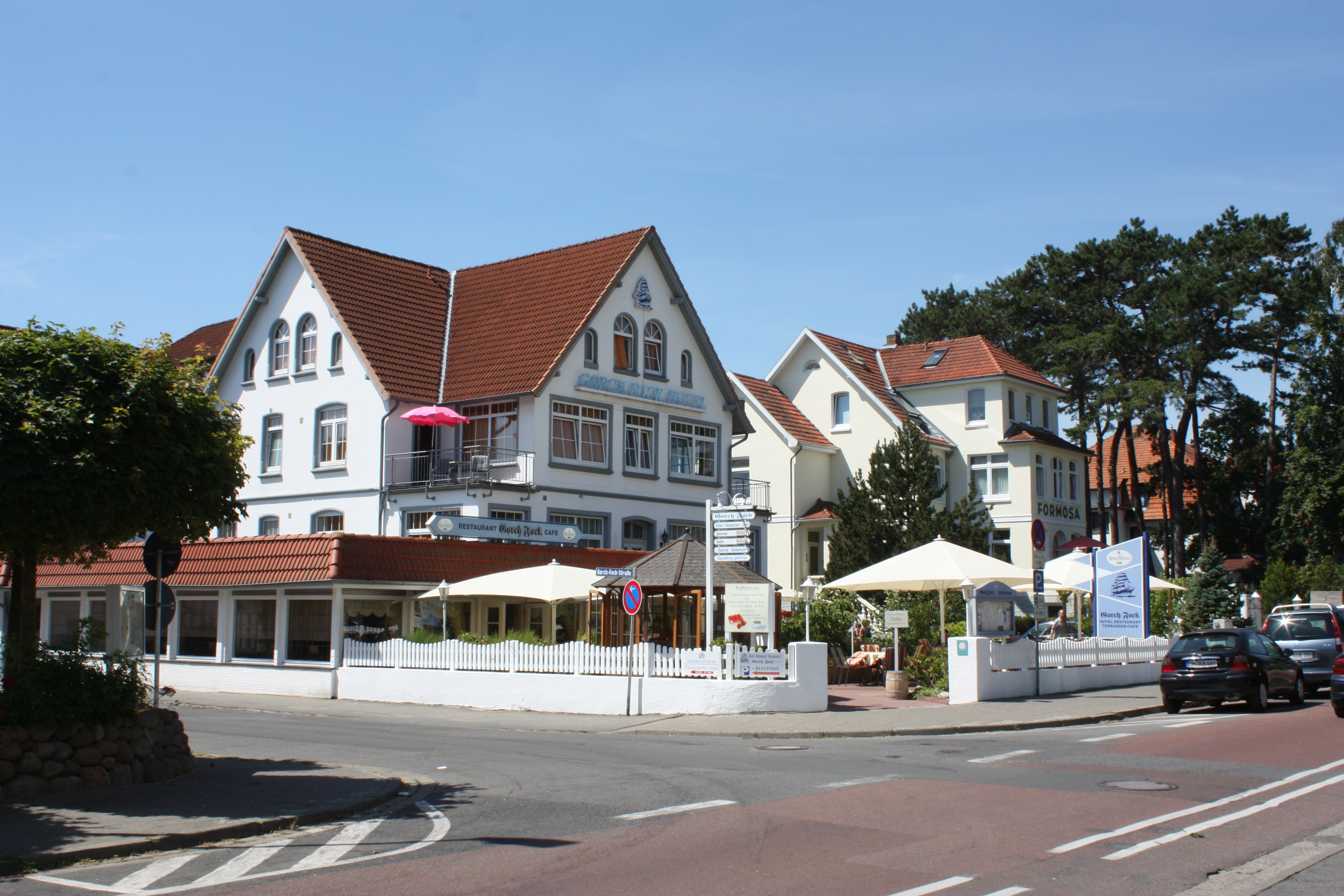
Typisk bebyggelse

## Sevärdheter
- Sea Life Center
- Seeschlösschenbrücke
- Vogelpark Niendorf
- Hamnen i Niendorf